# Niagara, Wisconsin
Niagara là một thành phố thuộc quận Marinette, tiểu bang Wisconsin, Hoa Kỳ. Năm 2000, dân số của thành phố này là 1880 người.